# Bolesław Wieniawa-Długoszowski
Bolesław Ignacy Florian Wieniawa-Długoszowski (22 de julio de 1881-1 de julio de 1942) fue un general, ayudante del jefe de Estado Józef Piłsudski, político, francmasón, diplomático, poeta y artista polaco y, formalmente durante un día, el presidente de la República de Polonia.
Perteneció a la generación que luchó por el renacimiento de una Polonia independiente, que ocurrió el 11 de noviembre de 1918 (Día de la Independencia Nacional), solo para volver a perder esa independencia después de la división de Polonia entre la Alemania nazi y la Unión Soviética en 1939, de acuerdo con el Pacto Molótov-Ribbentrop.

## Antes de la Primera Guerra Mundial
Bolesław Wieniawa-Długoszowski nació el 22 de julio de 1881 en la finca de su familia en Maksymówka, cerca de Stanisławów, Galitzia, entonces parte del Imperio austrohúngaro (ahora es Ivano-Frankivsk y pertenece a Ucrania). Era hijo de Bolesław Długoszowski, un ingeniero ferroviario que construyó el ferrocarril desde Tarnów hasta Krynica-Zdrój pasando por Bobowa, y Józefina Struszkiewicz. Tenía un hermano mayor, Kazimierz, y dos hermanas, Teofila (la abuela de la chica que adoptó al oso Wojtek, Inka Bokiewicz) y Zofia.
En 1877, su familia compró la casa solariega de Bobowa. Bobowa era un centro de la vida jasídica en Polonia. Había buenas relaciones entre los judíos de Bobowa y la familia Długoszowski (Kazimierz, el hermano mayor, aparece con el gran rabino Ben Zion Halberstam en la portada del libro La sociedad judía en Polonia). Allí pasó Bolesław sus primeros años de vida. Asistió a la escuela secundaria en Leópolis y luego se trasladó a una escuela en Nowy Sącz, obteniendo el graduado en 1900. Posteriormente, estudió Medicina en la Universidad Jan Kazimierz de Leópolis, graduándose con honores en 1906. En 1906, se casó con su primera esposa, la cantante Stephania Calvas.
Después de terminar los estudios, se mudó a Berlín, donde estuvo un año estudiando en la Academia de Bellas Artes de Berlín. Después de terminar su grado en 1907, se mudó a París, donde trabajó como médico privado.
Entre 1907 y 1914, residió en Montparnasse, viviendo de lleno la vida bohemia de París y mezclándose con los artistas polacos que vivían allí, muchos de los cuales eran miembros del movimiento de la Joven Polonia. En 1911, fundó junto con el escultor Stanisław Kazimierz Ostrowski la Asociación de Artistas Polacos. En 1912, formó el «cercle parisien des sciences militaires» con Waclaw Sieroszewski, Andrzej Strug y otros. Al año siguiente, el grupo se unió a la Asociación de Fusileros, en la que conoció a Józef Piłsudski en diciembre de 1913.

## 1914-1942

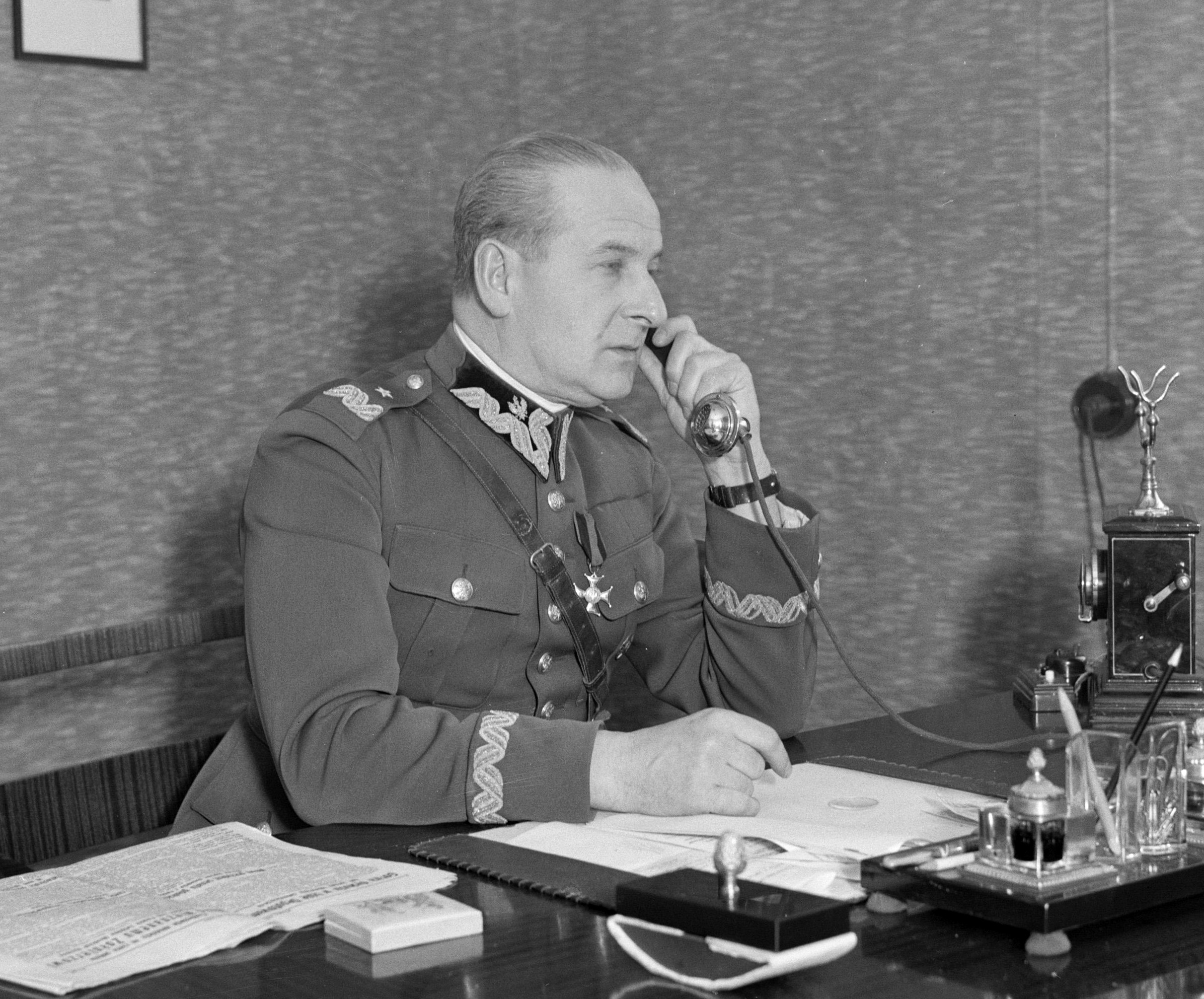
Wieniawa-Długoszowski, 1934

En 1914, se mudó a Cracovia y se unió a la Primera Compañía de Cuadros, que luchó en el bando austrohúngaro contra Rusia. En octubre de 1914, fue nombrado comandante de un pelotón de un escuadrón del 1.er Regimiento de Ulanos de las Legiones Polacas. Durante los combates de 1914-1915, fue ascendido a teniente, y después de la guerra fue condecorado con la Virtuti Militari de clase V. En agosto de 1915, pasó al grupo especial de Varsovia. Poco después, se convirtió en ayudante de campaña de Józef Piłsudski. En 1918, fue enviado en misión a Rusia. Se le encomendaron tres tareas: persuadir al ejército del general Józef Haller, que estaba en Ucrania, de que apoyara a Piłsudski (no lo consiguió), llegar a la misión militar francesa en Moscú bajo el mando del general Lavergne (lo hizo) y regresar de Moscú a París para hacer de enlace con el Gobierno de allí. Desgraciadamente, fue detenido por la Checa soviética como miembro de la Organización Militar Polaca cuando viajaba en un tren diplomático francés de Moscú a Múrmansk (y a París). Estuvo preso en la cárcel de Taganka. Fue liberado gracias a la intervención de su futura esposa, Bronisława Wieniawa-Długoszowska, ante la temida agente de la Checa Varvara Yákovleva, que estaba a cargo de la prisión. Bronisława, de soltera Kliatchkin, estaba casada entonces con Leon Berenson, el abogado de Félix Dzerzhinski, el jefe de la Checa. Ella era luterana y su familia se había convertido de la fe judía cuando tenía ocho años. Se casó con ella en una ceremonia luterana el 2 de octubre de 1919 en el zbór luterano de Nowy Gawłów. En el registro matrimonial figuran los datos de su pasaporte francés falso, incluido «Lalande» como apellido de soltera.
Como ayudante de campaña de Józef Piłsudski durante la guerra polaco-soviética, lo ayudó a organizar la operación de Vilna y la batalla de Varsovia. También fue comandante de la 1.ª División de Caballería. Después de la guerra, Wieniawa recibió numerosas condecoraciones, entre ellas la Legión de Honor, la Cruz del Valor y la Cruz de la Independencia.
Durante el periodo de entreguerras, fue una figura clave en la vida literaria y social de Varsovia. Tenía reservada una mesa con destacadas figuras literarias de Varsovia, como Julian Tuwim y Jan Lechoń, en el entresuelo de la cafetería Mała Ziemiańska. En una famosa anécdota, Aleksander Wat contó como, cuando el Gobierno de la Segunda República polaca lo encarceló por sus actividades literarias (era editor de la revista criptocomunista Miesięcznik Literacki), recibió en prisión una cesta de vodka y caviar de parte de Wieniawa. El fin de ese relato, recogido en las memorias de Wat Mi siglo, era contrastar el trato que recibió a manos de la Segunda República polaca con el trato vil y bárbaro que iba a recibir en las cárceles soviéticas durante la guerra.
En noviembre de 1921, Wieniawa fue nombrado agregado militar polaco en Bucarest, Rumanía. Participó en la elaboración del convenio polaco-rumano que se firmó en 1922. En 1926, aprobó los exámenes de la Escuela Superior de Guerra. Se convirtió en comandante del 1.er Regimiento de Caballería Ligera Józef Piłsudski, la división de caballería polaca más prestigiosa y representativa, que lideró hasta 1930.
Durante el golpe de Estado de mayo de 1926, fue uno de los oficiales de Piłsudski que lo ayudaron a organizar el golpe.
Durante 1930-1932, fue comandante de la 1.ª División de Caballería y, durante un tiempo de la 2.ª División de Caballería. En 1932, el presidente Ignacy Mościcki lo ascendió a general de brigada. Fue comandante de la 2.ª División de Caballería desde 1932 hasta el 14 de mayo de 1938. En 1938, lo ascendieron a mayor general. Entre 1938 y el 13 de junio de 1940, fue el embajador polaco en Roma.

### Presidencia de un día
El 17 de septiembre de 1939, fue nombrado presidente de Polonia por el presidente saliente Ignacy Mościcki. Ese mismo día, Polonia fue invadida por la Unión Soviética, y él tomó el tren de Roma a París para asumir su nuevo cargo. Su nombramiento se publicó en el diario oficial Monitor Polski el 25 de septiembre de 1939. Su nombramiento fue rechazado por la Tercera República francesa y también se opuso Władysław Sikorski. Tras la capitulación de Francia, emigró a Nueva York desde Lisboa.
Muchas fuentes no consideran a Wieniawa presidente, sino un «sucesor designado». Sin embargo, según la Constitución de entonces, cuando el presidente no puede ejercer sus poderes (como cuando Mościcki estuvo internado en Rumanía y estaba claro que no lo liberarían a menos que dimitiera), el sucesor designado se convertía automáticamente en presidente.
Tras convertirse en presidente, Wieniawa-Długoszowski pidió al cardenal August Hlond que fuese su primer ministro. Hlond se negó y se refirió a Wieniawa como «Sr. Presidente».
Además, en un comunicado de prensa del secretario de prensa del presidente Lech Wałęsa el 21 de septiembre de 1994 a Dziennik Polski, se mencionó a Wieniawa-Długoszowski como uno de los presidentes legítimos en el exilio.
Según algunas opiniones, Mościcki tenía la intención de ceder su cargo a Wieniawa-Długoszowski como presidente en funciones hasta que el general Kazimierz Sosnkowski, un candidato aceptable tanto para la Sanacja como para los círculos de la oposición y cuyo paradero se desconocía en septiembre de 1939, pudiera asumir el cargo. Al final, tras la dimisión de Wieniawa, se eligió a un candidato por avenencia, Władysław Raczkiewicz.

### Fallecimiento
Una vez en Estados Unidos, Wieniawa-Długoszowski se instaló en Nueva York. No pudo conseguir ningún puesto en el Ejército polaco de Władysław Sikorski, ya que formaba parte de la Sanacja, que había gobernado Polonia entre 1926 y 1939 y a la que Sikorski se había opuesto (Sikorski organizó un golpe de Estado contra Wieniawa en 1939). Se mudó a Detroit, donde fue nombrado redactor jefe de Dziennik Polski (Detroit), de Frank Januszewski. Finalmente, el 18 de abril de 1942, Sikorski nombró a Wieniawa ministro plenipotenciario ante los Gobiernos de Cuba, la República Dominicana y Haití, con sede en La Habana. El 20 de junio de 1942, se fundó en Nueva York el Comité Nacional de Estadounidenses de Extracción Polaca (KNAPP), en el que Wieniawa figuraba como fundador. El KNAPP estaba firmemente a favor de conservar los territorios orientales de Polonia, criticaba a Sikorski y desconfiaba totalmente de Stalin. Wieniawa, tras regresar a Nueva York y atrapado entre estas dos fuerzas opuestas, se suicidó el 1 de julio de 1942. Algunas fuentes afirman que se suicidó saltando desde un piso superior de su residencia neoyorquina (3 Riverside Drive), pero los historiadores debaten los detalles exactos de su muerte. Dejó una nota de suicidio. Un mes más tarde, el 14 de agosto de 1942, el gueto judío de Bobowa, su pueblo natal, fue liquidado; unos 700 habitantes fueron asesinados en una ejecución masiva en el bosque de Garbacz.
El 27 de septiembre de 1990, los restos de Wieniawa fueron trasladados a Cracovia para ser enterrados de nuevo en el cementerio Rakowicki, donde reposa junto a sus camaradas caídos de las Legiones Polacas de la Primera Guerra Mundial.

## Honores y condecoraciones

### Polonia
- Orden del Águila Blanca
- Orden de San Estanislao
- Cruz de Caballero de la Virtuti Militari, Virtuti Militari clase V Plata (noviembre de 1921)
- Cruz del Valor, cuatro veces
- Cruz y Medalla de la Independencia (mayo de 1931)
- Cruz de Comandante de la Orden Polonia Restituta (marzo de 1934), Cruz de Comandante con estrella (noviembre de 1938) (anteriormente galardonada con la Cruz de Oficial)
- Cruz de Oro al Mérito
- Medalla de las Décadas de la Independencia recuperada
- Laurel de oro de la Academia Polaca de Literatura por méritos académicos en literatura (noviembre de 1936).

### Extranjero
- Orden Imperial de Leopoldo (Austria)
- Orden Militar de Max Joseph (Baviera)
- Oficial (1921) luego Comandante (1937) de la Legión de Honor (Francia)
- Orden Militar de María Teresa (Imperio Austro-Húngaro)
- Orden de los Santos Cirilo y Metodio (Bulgaria)
- Croix de guerre 1914-1918 (Francia)
- Caballero de la Orden Ecuestre del Santo Sepulcro de Jerusalén (Santa Sede)
- Gran Oficial de la Orden de los Santos Mauricio y Lázaro (Italia) (diciembre de 1937)
- Comendador de la Orden de la Estrella de Rumania (octubre de 1922)
- Comandante de la Cruz del Mérito Militar (Austria-Hungría)
- Comendador de la Orden del Águila Blanca (Yugoslavia)[21]
- Comandante de la Orden de las Tres Estrellas (Letonia), (noviembre de 1927)
- Medalla conmemorativa del décimo aniversario de la lucha por la liberación de la República de Letonia (julio de 1928)
- Gran Comendador de la Orden del Mérito (Hungría), Cruz del Mérito de 2ª clase con estrella (enero de 1929)